# Maglö

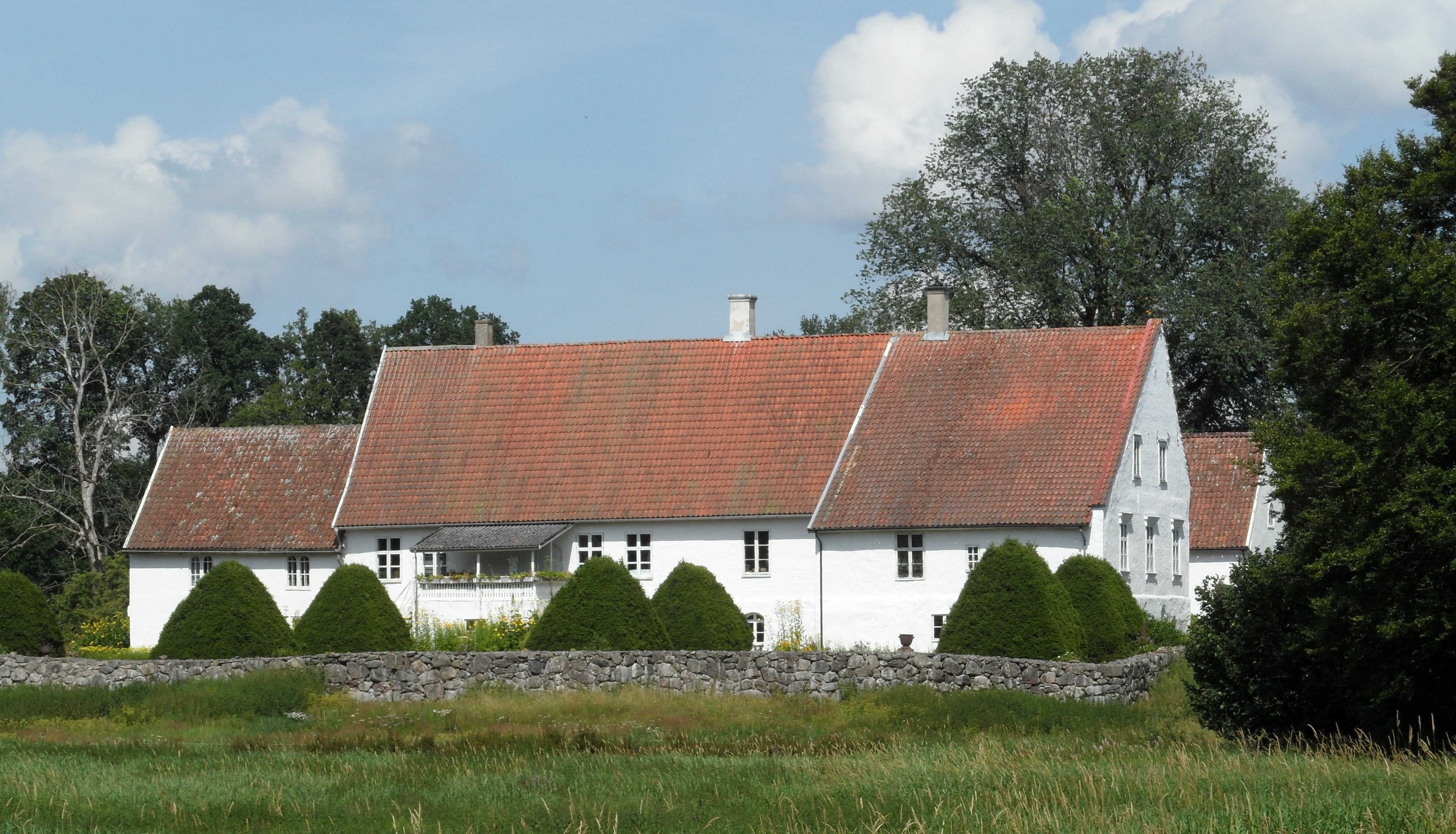
Maglö herrgård

Maglö är en herrgård i Norra Mellby socken i Hässleholms kommun i Skåne.
Maglö ligger strax nordväst om Sösdala. Slott är omnämnt cirka 1589. Nuvarande slott är uppfört 1626 av Tomas Nold och Margrete Gjedde. Maglö betyder "den stora ön" på gammeldanska och på 1600-talet fanns en vallgrav runt slottet. Under skånska kriget var där periodvis danska styrkor på slottet som då kallades "Maglegaard". Slottet har under 1700- och 1800-talet genomgått flera ombyggnader.